# جان-بابتيست بوشومين
جان-بابتيست بوشومين هو سياسي كندي، ولد في 3 نوفمبر 1838، وتوفي في 2 ديسمبر 1900.